# Kanton Pont-Sainte-Maxence
Pont-Sainte-Maxence is een kanton van het Franse departement Oise. Het kanton maakt deel uit van de arrondissementen  Senlis (13) en Clermont (10).

## Gemeenten
Het kanton Pont-Sainte-Maxence omvatte tot 2014 de volgende 13 gemeenten:
- Beaurepaire
- Brasseuse
- Fleurines
- Pontpoint
- Pont-Sainte-Maxence (hoofdplaats)
- Raray
- Rhuis
- Roberval
- Rully
- Saint-Vaast-de-Longmont
- Verberie
- Verneuil-en-Halatte
- Villeneuve-sur-Verberie

Ingevolge het decreet van 14 februari 2014, met uitwerking in maart 2015, werden de kantons heringedeeld. Sindsdien omvat het kanton Pont-Sainte-Maxence volgende 23 gemeenten:
- Les Ageux
- Angicourt
- Barbery
- Bazicourt
- Beaurepaire
- Brasseuse
- Brenouille
- Cinqueux
- Monceaux
- Montépilloy
- Ognon
- Pontpoint
- Pont-Sainte-Maxence
- Raray
- Rhuis
- Rieux
- Roberval
- Rully
- Sacy-le-Grand
- Sacy-le-Petit
- Saint-Martin-Longueau
- Villeneuve-sur-Verberie
- Villers-Saint-Frambourg